# U.S. Volunteer Life Saving Corps, New York City
U.S. Volunteer Life Saving Corps, New York City è un cortometraggio muto del 1912. Non si conosce il nome del regista del film, un documentario prodotto dalla Edison sul corpo dei vigili del fuoco volontari di New York.

## Produzione
Il film fu prodotto dalla Edison Company.

## Distribuzione
Distribuito dalla General Film Company, il film - un documentario di 130 metri - uscì nelle sale cinematografiche degli Stati Uniti il 27 gennaio 1912. Nelle proiezioni, veniva programmato con il sistema dello split reel, accorpato in un'unica bobina con un altro cortometraggio prodotto dalla Edison, The New Editor.